# Polyscias dichroostachya
Polyscias dichroostachya é uma magnoliophyta da família Araliaceae e endémica em Maurícia.